# Reamon
Reamon ist eine osttimoresische Siedlung im Suco Tulataqueo (Verwaltungsamt Remexio, Gemeinde Aileu).

## Geographie
Der Weiler (Bairo) Reamon liegt im Südosten der Aldeia Samalete in einer Meereshöhe von 1015 m. Die Region ist bewaldet. Der Ort liegt nördlich der Überlandstraße, die die Orte Laclo und Remexio verbindet. Vom Ort Tulataqueo führt eine kleine Straße nach Reamon, die weiter zum Dorf Samalete führt.